# Sinister Peak
Der Sinister Peak (8.440 ft (2.573 m) hoch) ist ein Berg im Mount Baker-Snoqualmie und im Wenatchee National Forest im US-Bundesstaat Washington. Nicht ganz 1 mi (1,6 km) östlich des Dome Peak gelegen, erhebt sich der Sinister Peak am Ende eines hohen Grates, der die beiden Berge verbindet. Der Chickamin Glacier liegt an den Nordhängen des Sinister Peak, während sich der Garden Glacier gerade südöstlich davon ausbreitet. Obwohl einige der Routen auf den Gipfel technisch anspruchsvoll sind, kann er doch auch durch mäßig schwieriges Klettern erreicht werden.